# Arnaud Decléty
Arnaud Decléty, né le 24 août 1933 à Tournai où il est décédé le 10 février 2000, est un homme politique membre du MR et un industriel belge.

## Biographie
Originaire du village de Jollain-Merlin actuellement dans la commune de Brunehaut, Arnaud Decléty était licencié en sciences mathématiques et physiques mais aussi diplômé de l'Institut d'études politiques de Paris. Ingénieur civil diplômé de l'Institut industriel du Nord (actuelle École centrale de Lille)

, chef d'entreprise dans le secteur des carrières, il devint directeur général de l'Association des producteurs de concassés de calcaires du Tournaisis et président de l'Union des producteurs de chaux calcaires et produits connexes.
Au niveau politique, Arnaud Decléty était membre du PRL. Il fut conseiller communal de Brunehaut, sénateur de l'arrondissement Tournai-Ath-Mouscron, député wallon et ministre de l’Économie, de l’Emploi et des Classes moyennes pour la Région wallonne entre 1985 et 1988 au sein d'une coalition PSC-PRL sous la direction de Melchior Wathelet,.
Arnaud Decléty était également franc-maçon. Il s'est retiré du monde politique en 1998. Il a été incinéré au crématorium d'Uccle le 16 février 2000.

## Carrière politique
- sénateur provincial du Hainaut (1981-1985)
- sénateur (1985-1991)
  - membre du Conseil régional wallon (1985-1991)
    - chef de groupe au CRW (1990-1991)
- ministre de l’Économie, de l’Emploi et des Classes moyennes de l'Exécutif régional wallon (Exécutif Wathelet de 1985-1988)
- conseiller communal de Brunehaut (1989-1994)
- sénateur provincial (1992-1995)
- député wallon (1995-1999)